# Talóza
Talóza je monosacharid patřící mezi aldózy a hexózy. Rozpouští se ve vodě a methanolu.
Talóza je C-2 epimerem galaktózy a C-4 epimerem manózy.